# Vale de Salgueiro
Vale de Salgueiro ist ein Ort und eine Gemeinde im Norden Portugals. Die Gemeinde liegt in der von rauer Natur und keltisch-archaischen Traditionen geprägten Region Trás-os-Montes (port. für Hinter-den-Bergen).
Überregional bekannt ist das alljährliche Fest Dia de Reis (port. für Königstag), mit dem hier der Dreikönigstag begangen wird. Bei den Dorfumzügen rauchen traditionell auch Minderjährige an dem Tag hier Tabak, was häufig Gegenstand der Berichterstattung über den Dia de Reis ist. Seit 2014 wird zum Dreikönigstag ein Volksfest-ähnlicher Markt veranstaltet, die Feira dos Reis.

## Verwaltung
Vale de Salgueiro ist Sitz der gleichnamigen Gemeinde (Freguesia) im Kreis (Concelho) von Mirandela im Distrikt Bragança. In ihr leben 344 Einwohner auf einer Fläche von 15 km² (Stand 19. April 2021).
Zwei Ortschaften liegen in der Gemeinde:
- Miradeses
- Vale de Salgueiro